# Покоління

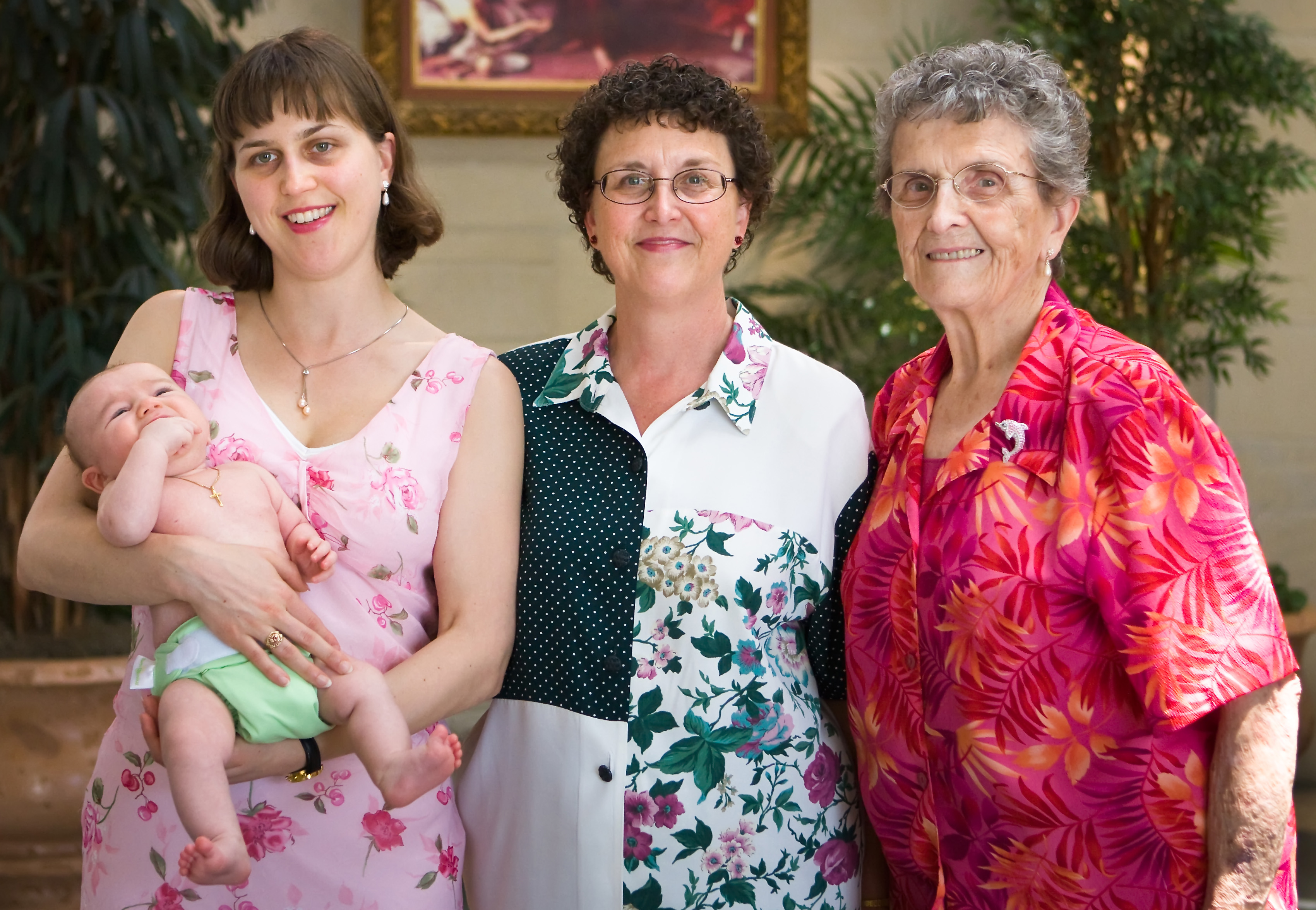
Чотири покоління однієї родини: дитина, матір, бабуся і прабабуся

Поколі́ння — спільність якихось об'єктів (людей, тварин, рослин, іноді навіть неживих предметів) по довжині ланцюга безпосередніх предків до деякого родоначальника (групи таких); або ж по часу народження.
Покоління в генетиці (а також в генеалогії) — сукупність особин, безпосередні предки яких належать або якоїсь сукупності родоначальників, або якогось попереднього покоління. Для однаковості термінології сукупність родоначальників також іменується поколінням.
У генетиці покоління родоначальників (батьків) позначається буквою P (лат. parentes батьки), а покоління дітей — буквою F (лат. filia, filius дочка, син) або F  1 , наступне за ним покоління — F  2  і т. д.
Покоління в суспільних науках розглядається поколіннєвими теоріями як спільність членів деякого суспільства за часом народження. Спробу застосувати поняття покоління в історичних та історико-культурних дослідженнях зробив Ортега-і-Гассет і його учень Хуліан Маріас.
Як зауважив біолог До. Гробстайн, «з початку нової ери змінилося всього лише близько сотні поколінь».

## Покоління XX століття
| час народження  | Назва покоління                                  | Автор назви            | Основні події |
| --------------- | ------------------------------------------------ | ---------------------- | --- |
| 1880-1900       | Втрачене покоління англ. Lost Generation         | Гертруда Стайн         | Велика депресія |
| 1901-1924       | Найвеличніше покоління англ. Greatest Generation | Том Броукен            | Перша світова війна, Виникнення СРСР                                                                                          |
| 1925-1945       | Мовчазне покоління англ. Silent Generation       | TIME                   | Друга світова війна, створення ООН, Корейська війна                                                                           |
| 1946-1964       | Бебі-бум англ. Baby Boom Generation              | New York Times         | Холодна війна, Війна у В'єтнамі; 1968 рік: Червоний травень і Вторгнення до Чехословаччини; Рок-музика і сексуальна революція |
| 1965-1982       | Покоління X англ. Generation X                   | Джейн Деверсон         | Афганська війна (1979-1989), Буря в пустелі, ера персональних комп'ютерів                                                     |
| 1983 — 1996     | Покоління Y, міленіали англ. Generation Y        | Журнал Advertising Age | Розвиток зв'язку, комп'ютерних технологій; початок розпаду СРСР                                                               |
| 1997 — 2012     | Покоління Z англ. Generation Ζ                   | McCrindle Research     | Світова фінансово-економічна криза; Веб 2.0; розвиток мобільних комп'ютерів; друга холодна війна;                             |
| 2013 — наші дні | Покоління Альфа англ. Generation Alpha           | McCrindle Research     | Активне користування інтернет-технологіями                                                                                    |